# Nadine Nischler
Nadine Nischler (Silandro, 8 novembre 2000) è una calciatrice italiana, centrocampista offensiva del Como.

## Caratteristiche tecniche
Giocatrice fisica, ha dimostrato di avere un grande fiuto del gol, soprattutto con spiccate doti nel tiro dalla distanza con il piede destro, venendo inoltre utilizzata per battere le punizioni ed i calci d'angolo. Predilige un gioco offensivo da trequartista, ma supporta molto le compagne di squadra in tutte le fasi di gioco e recupera molti palloni in diverse zone del campo grazie alla sua determinazione.

## Carriera
Nischler si appassiona al calcio fin da giovanissima grazie al fratello maggiore. Cresciuta a Naturno, nelle prime esperienze da calciatrice, veste le maglie di Unterland e Brixen Obi. Successivamente, a 14 anni, si trasferisce a Norimberga per quattro anni, dove indossa la maglia del FC Nürnberg, conciliando l'attività agonistica con lo studio.

### Club
Dopo l'esperienza in terra tedesca, ritorna in Italia, dove indossa la maglia del Meran in Serie C realizzando, nel campionato 2023-2024, ben 40 reti, alle quali si aggiungono le due, ininfluenti per il passaggio del turno, in Coppa Italia Serie C e aiutando le compagne a vincere il campionato.
Grazie a queste prestazioni, nell'estate del 2024 le viene offerto un contratto biennale con il Como, squadra partecipante per il terzo anno consecutivo alla Serie A Femminile. Nella prima partita della stagione in casa contro il Milan, viene schierata subito titolare dal tecnico Stefano Sottili e, dopo 19 minuti di gioco, segna l'unica rete dell'incontro che vale i tre punti per la squadra lariana. Entra anche nel tabellino delle marcatrici nella partita successiva in trasferta contro la Juventus, realizzando il gol del momentaneo 2-2 su calcio di punizione nel primo tempo, incontro poi terminato 4-2 in favore della squadra di Massimiliano Canzi. Da subentrata, gioca inoltre l'unica partita della stagione del Como in Coppa Italia negli ottavi di finale, eliminato dalla Lazio per 7-2, andando a segno una volta con una rete da centrocampo. Nell'ultimo incontro del girone d'andata della stagione regolare, nella vittoria per 3-0 con il Napoli, segna la sua prima doppietta in campionato. Nonostante la squadra lariana abbia lottato contro le rossonere, grazie agli scontri diretti a favore, fino all'ultima giornata di regular season per il quinto posto, che per regolamento in quella stagione della Serie A vale l'ultima posizione per l'accesso in Poule Scudetto, la sconfitta al ritorno proprio con le partenopee per 4-2 vede partecipare Nadine e le sue compagne al prosieguo della stagione nella Poule Salvezza.

### Nazionale
Nischler viene convocata nel biennio 2016-2017 nella selezione giovanile U17 della nazionale italiana, venendo impiegata come difensore e collezionando in totale 13 presenze. Fa il suo esordio in maglia azzurra il 6 settembre 2016 nella sconfitta amichevole contro le pari età della Rep. Ceca per 4-1.
Grazie al buon rendimento delle prime giornate di campionato di Serie A nella stagione 2024-2025, viene convocata il 21 novembre 2024 dal commissario tecnico della nazionale maggiore Andrea Soncin in occasione dell'amichevole a Bochum contro la Germania del 2 dicembre; tuttavia, non viene impiegata durante l'incontro, vinto per 2-1.
Viene nuovamente convocata in nazionale maggiore nel mese di maggio 2025 in occasione dello stage in preparazione alle ultime due partite del girone di UEFA Women's Nations League contro Svezia e Galles. Nel momento della diramazione ufficiale delle convocazioni per questi due incontri, Nischler viene inserita nella lista di giocatrici della selezione U23 dell'Italia impegnate nell'amichevole contro le pari età della Svezia. Quindi, viene schierata titolare dal tecnico Tatiana Zorri nella partita, giocata il 2 giugno a Noceto, terminata 0-1 in favore della formazione scandivana.

## Statistiche

### Presenze e reti nei club
Statistiche aggiornate all'11 maggio 2025.
| Stagione        | Squadra         | Campionato      | Campionato | Campionato | Coppe nazionali | Coppe nazionali | Coppe nazionali | Coppe continentali | Coppe continentali | Coppe continentali | Altre coppe | Altre coppe | Altre coppe | Totale | Totale |
| Stagione        | Squadra         | Comp            | Pres       | Reti       | Comp            | Pres            | Reti            | Comp               | Pres               | Reti               | Comp        | Pres        | Reti        | Pres   | Reti   |
| --------------- | --------------- | --------------- | ---------- | ---------- | --------------- | --------------- | --------------- | ------------------ | ------------------ | ------------------ | ----------- | ----------- | ----------- | ------ | ------ |
| 2023-2024       | Meran           | C               | .          | 40         | -               | -               | -               | -                  | -                  | -                  | CIC         | 1+          | 2           | 1+     | 42     |
| 2024-2025       | Como            | A               | 26         | 9          | CI              | 1               | 1               | -                  | -                  | -                  | -           | -           | -           | 27     | 10     |
| Totale carriera | Totale carriera | Totale carriera | 26+        | 49+        | -               | 1               | 1               | -                  | -                  | -                  | -           | 1+          | 2           | 28+    | 52+    |